# Volksbank Visbek
Die Volksbank Visbek eG ist eine deutsche Genossenschaftsbank mit Sitz in der niedersächsischen Gemeinde Visbek im Landkreis Vechta.

## Geschichte
Die heutige Volksbank Visbek eG wurde am 8. November 1896 als Spar- und Darlehnskasse Visbek gegründet und hat sich bis heute ihre Eigenständigkeit bewahrt. Mit Eintragung vom 22. Dezember 1975 erhielt sie die heute noch gültige Firmierung.

## Rechtsverhältnisse
Die Volksbank Visbek eG ist im Genossenschaftsregister beim Amtsgericht Oldenburg (Oldenburg) unter GnR 110005 eingetragen.

## Organisationsstruktur
Rechtsgrundlagen sind das Genossenschaftsgesetz und die durch die Generalversammlung beschlossene Satzung. Organe der Bank sind der Vorstand, der Aufsichtsrat und die Generalversammlung.

## Sicherungseinrichtung
Die Volksbank Visbek eG ist der amtlich anerkannten Sicherungseinrichtung des Bundesverbandes der Deutschen Volksbanken und Raiffeisenbanken GmbH und der zusätzlichen freiwilligen Sicherungseinrichtung des Bundesverbandes der Deutschen Volksbanken und Raiffeisenbanken e.V. angeschlossen.

## Geschäftsausrichtung
Die Volksbank Visbek eG betreibt das Universalbankgeschäft. Im Verbundgeschäft arbeitet sie mit der DZ Bank, R+V Versicherung, Bausparkasse Schwäbisch Hall, Teambank, VR Leasing, DZ Hyp und der Union Investment zusammen.

## Geschäftsgebiet
Das Geschäftsgebiet liegt im Norden des Landkreises Vechta.
Neben der Geschäftsstelle am Sitz der Bank werden keine weiteren Geschäftsstellen betrieben.